# 春亭阁站
春亭阁站是位于内蒙古自治区鄂伦春自治旗春亭阁村的一个铁路车站，邮政编码22457。车站建于1966年，有富西铁路经过该站，现办理客货运业务，车站及其上下行区间均未电气化。车站距离富裕站282公里，隶属哈尔滨铁路局，是四等站。